# Anomisma abnorme
Anomisma abnorme är en trollsländeart som beskrevs av Robert McLachlan 1877.
Anomisma abnorme ingår i släktet Anomisma och familjen Pseudostigmatidae. Inga underarter finns listade i Catalogue of Life.